# Lohmann Tierzucht
Die zur EW Group gehörende Lohmann Tierzucht GmbH mit Sitz in Cuxhaven ist deutscher Marktführer in der Züchtung und Produktion von Legehennen-Elterntieren (Hybridhühnern), die entweder für hohe Lege- oder hohe Mastleistung gezüchtet werden. In einzelnen Ländern ist Lohmann Monopolist in diesem Bereich. Außerdem produziert Lohmann spezifisch pathogenfreie Bruteier für Forschung und Impfstoffproduktion.
Verantwortlich ist Erich Wesjohann. Sein Bruder Paul-Heinz Wesjohann ist Gründer der PHW-Gruppe, zu der unter anderem Wiesenhof gehört. Die Familie Wesjohann gehörte 2014 zu den 500 reichsten Deutschen. Unterstützt wird die Öffentlichkeitsarbeit durch die Heinz-Lohmann-Stiftung.

## Geschichte
1932 wurde das Unternehmen als Deutsche Fischmehl GmbH gegründet, begann 1957 mit der Mastgeflügelzucht und nahm 1959 mit Lizenzen der Heisdorf & Nelson (USA) die Legehennenzucht auf. Der Aufbau von Herden zur Produktion von VALO-SPF-Eiern begann im Jahr 1968. Der Mastgeflügelbereich wurde 1994 in die Lohmann Indian River ausgelagert.
Lohmann gilt mittlerweile als der weltweit größte Legehennen-Züchter und ist einer der Vorreiter bei der Internationalisierung des Agrobusiness in Deutschland und der Kommerzialisierung der Zuchtberatung.
Von 1998 bis 2016 war Rudolf Preisinger Geschäftsführer, der 2011 wegen Tierquälerei verurteilt wurde.
2020 wurde das Unternehmen von Lohmann Tierzucht GmbH zu Lohmann Breeders GmbH umbenannt.

## Produkte
Lohmann Tierzucht bietet folgende Legehennen auf den Märkten an:
- Lohmann LSL
- Lohmann Brown
- Lohmann Tradition
- Lohmann Silver
- Lohmann Sandy
- Lohmann Dual (Zweinutzungshuhn)[10][11]

Die als spezifisch pathogenfrei vermarkteten Bruteier werden von Lohmann mit VALO SPF (Vakzine Lohmann, Specific Pathogen Free) bezeichnet und unter anderem als Grundlage für die Herstellung von Grippeimpfstoffen vertrieben. Das Unternehmen ist nach eigenen Angaben Europas größter Lieferant von SPF-Eiern.

## Tierquälerei
Im September 2011 erließ das Amtsgericht Cuxhaven einen Strafbefehl wegen Tierquälerei gegen den Lohmann-Konzern. Demnach wurden in Betrieben der Firma über einen längeren Zeitraum Hähnen die Kämme und Zehen abgeschnitten. Die Amputationen wurden lediglich zur Markierung und ohne Betäubung durchgeführt. In dem Urteil heißt es, dass sowohl Kamm als auch Zehen gut durchblutete und mit Nerven versorgte Körperteile sind, „so dass deren Abschneiden den Tieren sehr weh tut und der Schmerz lange anhält.“ Dieser Sachverhalt sei den Angeklagten bewusst gewesen. Die Firma wurde zu einer Zahlung von 100.000 Euro verurteilt, die höchste Summe, mit der je ein Verstoß gegen das Tierschutzgesetz geahndet wurde.
Der für die Amputationen verantwortliche Geschäftsführer Rudolf Preisinger erhielt eine Geldstrafe auf Bewährung. Laut Spiegel ist er nur deshalb einer härteren Strafe entgangen, „weil die Behörden in Niedersachsen diese Praktiken lange stillschweigend geduldet hatten, wie die Ermittlungen der Staatsanwaltschaft ergaben.“
Lohmann arbeitet seit einigen Jahren gemeinsam mit dem Anbauverband Demeter an der Entwicklung eines so genannten Zweinutzungshuhns, einer Kreuzung aus „zwei Lege- und zwei Mastlinien, die garantieren soll, dass die Hennen genug Eier produzieren und die Hähne trotzdem genug Fleisch ansetzen“, um so auch die Problematik der Tötung männlicher Küken bei der Legehennenzucht zu lösen. Eine Studie zeigte zudem, dass bei der Rasse Lohmann Dual auch die Verhaltensstörungen (Federpicken, Kannibalismus) abnahmen.

## Beteiligungen

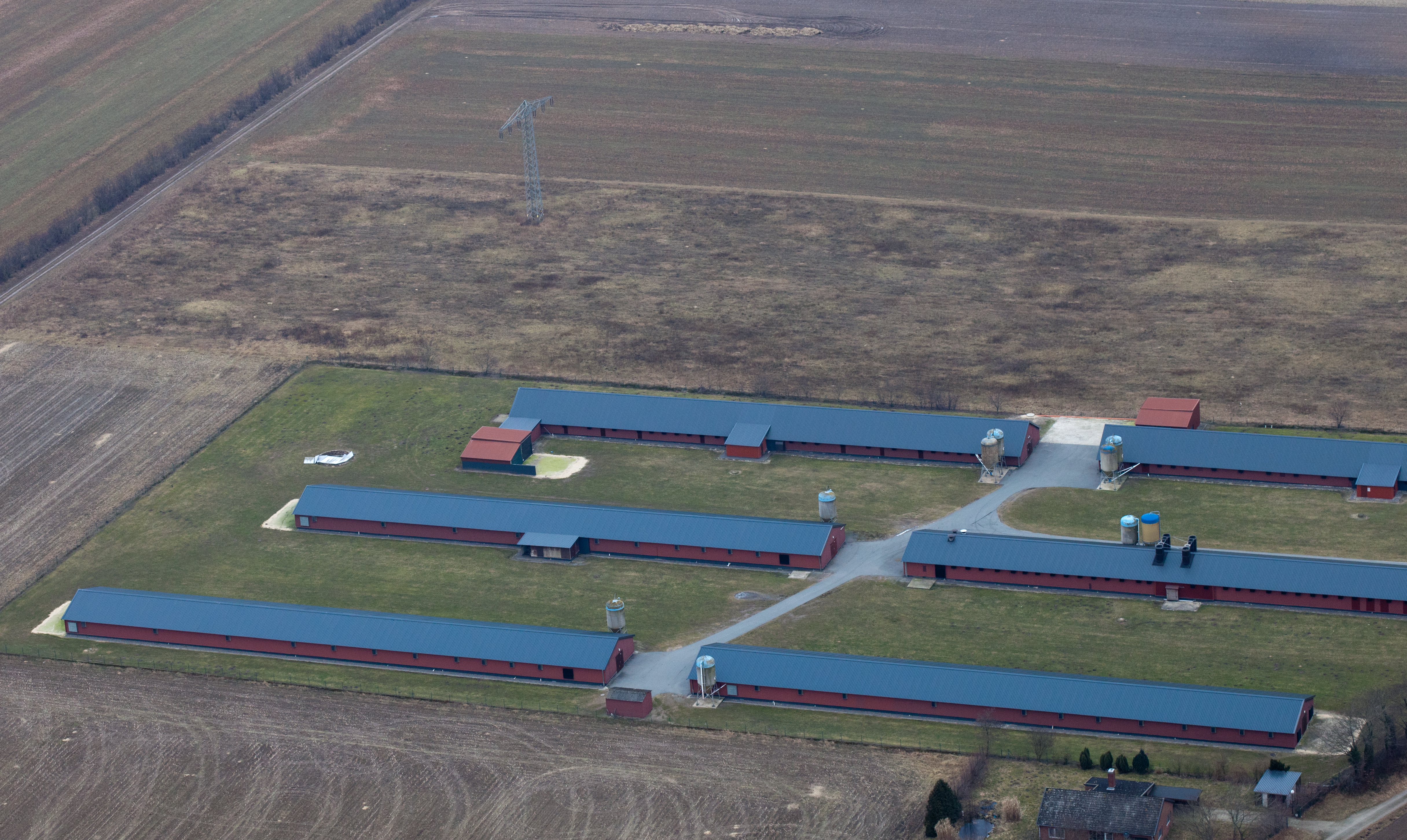
Luftaufnahme (2013): Eine mehrerer Lohmann-Zuchtanlagen in Nordholz im Landkreis Cuxhaven

Lohmann besitzt folgende Töchter und hält an mehreren Unternehmen Beteiligungen. Das Unternehmen ist seit 1987 eine Tochter der deutschen EW Group.
Tochterunternehmen
- Lohmann Holland B.V., Niederlande (seit 1987)
- H & N International GmbH, USA (seit 1997)
- Lohmann Tierzucht Canada Ltd., Kanada (seit 2001)
- Lohmann France S.A.S., Frankreich (seit 2001)

Beteiligungen
- Arbeitsgemeinschaft der Lohmann Vermehrer (seit 1986)
- JV Agalyk-Lohmann Parranda AOOT UG, Usbekistan (seit 1997)
- Iberica de Tecnologia Avicola, S.A., Spanien (seit 2000)
- Animalco AG, Schweiz (seit 2000)
- Lohmann GB Ltd., U.K. (seit 2001)
- Avizoo Lohmann Italia s.r.l., Italien (seit 2003)
- JV Lohmann-Ishonch-Nadejda, Usbekistan (seit 2005)
- VALO 2005 España SL, Spanien (seit 2005)
- Granja Rodriguez Serrano S.L., Spanien (seit 2008)